# Xã Kasson, Michigan
Xã Kasson (tiếng Anh: Kasson Township) là một xã thuộc quận Leelanau, tiểu bang Michigan, Hoa Kỳ. Năm 2010, dân số của xã này là 1.609 người.